# Náměstí Nezávislosti (Kyjev)
Náměstí Nezávislosti (ukrajinsky Майдан Незалежності, Majdan Nezaležnosti), někdy také Majdan, je ústřední kyjevské náměstí. Spolu s hlavní třídou Chreščatyk představuje centrum ukrajinské metropole. Současný název nese náměstí od roku 1991 na počest nezávislosti Ukrajiny na Sovětském svazu. Do té doby se jmenovalo různě:
| Období       | Ukrajinský název          | Překlad                  |
| ------------ | ------------------------- | ------------------------ |
| do roku 1919 | Хрещатицька площа         | Chreščatické náměstí     |
| 1876-1919    | Думська площа             | Dumské náměstí           |
| 1919-1935    | Радянська площа           | Sovětské náměstí         |
| 1935-1941    | Площа Калініна            | Kalininovo náměstí       |
| 1941-1943    | Майдан ім. 19-го вересня  | Náměstí 19. září         |
| 1943-1977    | Площа Калініна            | Kalininovo náměstí       |
| 1977-1991    | Площа Жовтневої революції | Náměstí Říjnové revoluce |
| 1991-dosud   | Майдан Незалежності       | Náměstí Nezávislosti     |

V roce 1944 byla nedlouho po osvobození Kyjeva uspořádána veřejná soutěž na modernizaci okolních budov, které byly poničeny během války. Náměstí proto obklopují domy zbudované v 50. letech 20. století a hotel Ukrajina, který vznikl v letech sedmdesátých.
Náměstí je pravidelným místem různých celospolečenských událostí. Konaly se zde velkolepé oslavy 20. výročí nezávislosti Ukrajiny; odehrála se zde celá řada událostí spojených s Oranžovou revolucí a politickými změnami na Ukrajině. Protesty proti politice tehdejšího prezidenta Viktora Janukovyče, které začaly 21. listopadu 2013 a skončily jeho pádem v únoru 2014, dostaly název podle tohoto náměstí – Euromajdan. Janukovyč se snažil tyto protesty násilně potlačit, v únoru 2014 bylo zabito 80 osob.
Náměstí je dopravně obslouženo stanicí stejného jména druhé linky kyjevského metra.